# Lan bông hẹp Bidoup
Lan bông hẹp Bidoup hay Lan mật khẩu Bidoup (danh pháp Deceptor bidoupensis) là một loài thực vật có hoa trong họ Lan. Loài này được (Tixier & Guillaumin) Seidenf. mô tả khoa học đầu tiên năm 1992.